# Anoplaspis metrosideri
Anoplaspis metrosideri är en insektsart som först beskrevs av William Miles Maskell 1880.  Anoplaspis metrosideri ingår i släktet Anoplaspis och familjen pansarsköldlöss. Inga underarter finns listade i Catalogue of Life.